# Osborne Riviere
Francis Osborne Riviere (1932? - 23 de novembro de 2017) foi Ministro das Relações Externas de Dominica. Ele tornou-se ministro das Relações Externas em 2001, substituindo o primeiro-ministro, Pierre Charles. Ele atuou como primeiro-ministro, após a morte de Pierre Charles. Charles morreu em 6 de janeiro de 2004. Ele anteriormente também havia sido ministro do Comércio.
Ele atuou como primeiro-ministro após a morte de Pierre Charles até que Roosevelt Skerrit assumiu o cargo de primeiro-ministro dois dias depois. Ele decidiu aposentar-se da política ativa após as Eleições Gerais de 2005. Riviere foi membro do Partido Trabalhista de Dominica. Ele morreu em 23 de novembro de 2017, aos 85 anos.